# لواء المشاة الثالث (لبنان)
لواء المشاة الثالث هو لواء عسكري تابع للجيش اللبناني شارك في الحرب الأهلية اللبنانية، وقد أسس في يناير 1983، وتم حله في ديسمبر 1984، ثم أعيد تشكيله في يونيو 1991.

## التأسيس
في أعقاب الغزو الإسرائيلي للبنان في يونيو - سبتمبر 1982، اقتنع الرئيس أمين الجميل، بأن وجود قوة دفاع وطنية قوية وموحدة شرطا أساسيا لإعادة بناء الأمة، وأعلن خططاً لتكوين جيش يضم 60 ألف رجل منظم في اثني عشر لواء (تم إنشاؤها من أفواج المشاة الحالية)، مدربين ومجهزين من قبل فرنسا والولايات المتحدة، في أواخر عام 1982 تمت إعادة تنظيم فوج المشاة الثالث وتوسيعه ليشمل مجموعة لواء تضم 2000 جندي، معظمهم من المسلمين السنة من جنوب لبنان، وفي 18 يناير 1983 أصبح لواء المشاة الثالث ويتمركز في مدينة صيدا الساحلية الجنوبية.

## شعار
يظهر الشعار سيف الحق والقوة الفضي المنبثق من تراب الوطن البني وقد أمسك به مقاتلو اللواء للذود عن أرض الوطن وتحيط به شعلة التضحية التي تنير سماءنا الزرقاء ويحرق لهبها الأحمر الأعداء ليبقى أرزنا الأخضر خالداً يجمعنا في قلبه مثلما يظهر الرقم (3) وسط الأرزة، ويحمل الشعار عبارة «أرضنا لنا».

## الهيكل والتنظيم

### الحرب الأهلية اللبنانية
تحت قيادة العقيد نزار عبد القادر تم تقسيم اللواء الثالث خلال حرب الجبل إلى قيادتين منفصلتين منتشرين في مواقع مختلفة: تمركزت بعض كتائبها في شرق بيروت في قطاعات الحدث وكلية العلوم المؤدية إلى الضواحي الجنوبية للعاصمة اللبنانية،  بينما بقيت الوحدات الأخرى متمركزة في صيدا، وخلال معركة غرب بيروت في 6 فبراير 1984 قدمت كتائب اللواء الثالث المتمركزة في القطاع الشرقي لبيروت الدعم لوحدات الجيش اللبناني الأخرى المنتشرة في القطاع الغربي من المدينة التي تقاتل الميليشيات الإسلامية المناهضة للحكومة.
في أواخر فبراير - أوائل مارس 1984 تم وضع اللواء الثالث تحت قيادة العقيد سعيد القاقور وتم نقل ووحداته المتمركزة سابقًا في شرق بيروت إلى صيدا، وفي ذلك الوقت كان يُفترض أن يقوم اللواء بدوريات في المناطق الجنوبية على طول الحدود الإسرائيلية. وحتى أوائل عام 1983 لم تتمكن وحدات اللواء المتمركزة في صيدا من مغادرة المناطق الخاضعة للسيطرة الإسرائيلية للتدريب، وبحلول منتصف العام في 1 كانون الأول/ديسمبر 1984 تم حصر اللواء الثالث في ثكناته بأمر من القوات المسلحة اللبنانية في شرق بيروت حتى تم تفريق وحداته في 1987.

### سنوات ما بعد الحرب الأهلية 1990 حتى الآن
عند نهاية الحرب في أكتوبر 1990 شرعت قيادة الجيش اللبناني في إعادة تنظيم وتوسيع هيكل ألوية المشاة الآلية التابعة للجيش اللبناني، مع إعادة تأسيس اللواء الثالث رسميًا في صيدا في 1 يونيو 1991.

## وصلات خارجية
- Histoire militaire de l'armée libanaise de 1975 à 1990 (باللغة الفرنسية )
- الموقع الرسمي للقوات المسلحة اللبنانية
- دليل لبنان العسكري من GlobalSecurity.org
- وكالة المخابرات المركزية - كتاب حقائق العالم - لبنان
- مؤشر اعتراف الجيش بالمعدات العسكرية اللبنانية نسخة محفوظة 19 سبتمبر 2020 على موقع واي باك مشين.
- قوة النيران العالمية - القوة العسكرية اللبنانية
- الجيش اللبناني يحاول إعادة تسليح وتحديث نفسه
- قائمة الرغبات العسكرية اللبنانية 2008/2009 - New York Times
- MilitaryPhotos. نت، الجيش اللبناني
- MilitaryPhotos. نت، الجيش اللبناني